# Azealia Banks
Azealia Amanda Banks (Manhattan, 31 de maio de 1991) é uma cantora,  compositora, atriz norte-americana. Sua notoriedade aumentou em 2011 quando liderou a "Cool List" da revista NME neste ano. Em 5 de dezembro de 2011, a BBC anunciou que Banks tinha sido nomeada para o Sound of 2012, onde ficou em terceiro lugar. Seu primeiro single, "212", com Lazy Jay, foi lançado em 6 de dezembro de 2011, estreando em algumas tabelas de países europeus.

## Biografia
Azealia Amanda Banks nasceu em 31 de maio de 1991. Sua mãe levou ela e duas irmãs mais velhas  para morar em Harlem, depois que seu pai morreu de câncer no pâncreas, quando ela tinha dois anos de idade. Depois da morte de seu pai, Banks diz que a mãe dela "se tornou realmente abusiva - fisicamente e verbalmente. Quando ela ia bater em mim e em minhas irmãs ela usava bastões de beisebol, batia a nossa cabeça contra as parede, e ela sempre me dizia que eu era feia. Lembro-me de uma vez que ela jogou fora toda a comida na geladeira, só assim nós não teríamos nada para comer". Devido à escalada de violência, Banks saiu da casa de sua mãe aos 14 anos para morar com sua irmã mais velha.
Banks ainda jovem se  interessou em teatro musical, atuando e cantando. Ela teve papéis principais em três produções (Sense Coelho, Sleepover e Heroes). Banks freqüentou a escola católica no Harlem, em sua infância, e dançou com o Instituto Nacional de Dança. Ainda adolescente, Banks foi treinada nas artes do espectáculo na High School of Performing Arts, em Manhattan LaGuardia. Na idade de 16 anos, Banks estrelou uma produção do musical comédia-noir City of Angels, onde ela foi encontrada por um agente e enviada em audições para TBS, Nickelodeon, e Law & Order, tudo sem sucesso. Foi neste momento que Banks decidiu acabar com sua busca de uma carreira de atriz, citando a grande quantidade de concorrência e sensação geral de insatisfação como razões para sua aposentadoria. Devido a isso, Banks começou a escrever rap e canções de R&B. Ela nunca terminou o ensino médio, em vez de escolher para seguir seu sonho de se tornar uma artista.
Sob o apelido de 'Miss Bank$', ela lançou um álbum demo, intitulado "Gimme a Chance" para a internet, em 9 de novembro de 2008. Mais tarde, naquele ano, Banks assinaram um contrato com a gravadora XL Recordings e começou a trabalhar com o produtor Richard Russell, em Londres, deixando a marca mais tarde naquele ano devido a ideias conflitantes. Após sua saída da XL Recordings, Banks deixou para trás o apelido 'Miss Bank$' e tornou-se formalmente Azealia Banks, que precedeu uma mudança para Montreal. Utilizando o YouTube como um portal, Banks carregou várias faixas, incluindo a demo "L8R" e um cover de "Slow Hands", de Interpol. Em setembro de 2011, Banks lançou seu single de estreia "212" como um download digital gratuito de seu site, que posteriormente foi lançado oficialmente em 06 de dezembro de 2011, como o primeiro single de seu EP 1991. A faixa alcançou sucesso nos charts europeus, atingindo um máximo de #17 na Holanda, #12 no Reino Unido e número #7 na Irlanda.

## Carreira

### 2011-2012:1991eFantasea

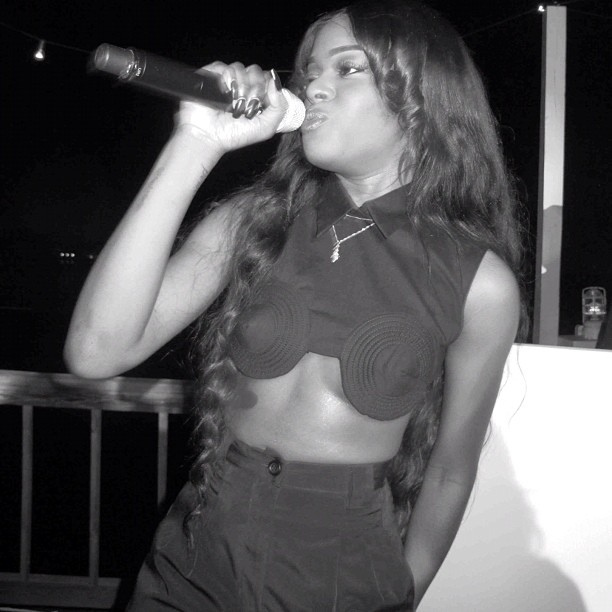
Azealia Banks se apresentando no Art Basel em Miami Beach em 2012.

Em Abril de 2012, Troy Carter, empresário de Lady Gaga na época que estava em seu auge, assinou contrato para cuidar da carreira artística de Banks. Em Junho do mesmo ano, apos o lançamentos do EP 1991, o contrato foi rompido, Carter disse que foi um rompimento amigável, porem, Banks xingou muito no twitter, acusando Carter de ter plantado noticias falsas sobre ela na imprensa.
Em Abril de 2012, Azealia participou de um remix da música "Blue Jeans" de Lana Del Rey.
Em Julho de 2012, Banks teve que recusar o convite de Nicki Minaj de fazer os shows de abertura da turnê “Pink Friday Reloaded” na fase que passaria pela Europa, para finalizar seu primeiro álbum de estúdio. Na época o álbum era esperado para o final de 2012.
Em Agosto de 2012, Azealia Banks foi ao Twitter insinuar que estaria negociando para gravar uma música com a cantora Lady Gaga. “Quando a Mother Monster (Apelido de Gaga) te liga… Isso está prestes a se tornar real” Em Setembro do mesmo ano, a rapper confirmou que gravou uma música com a popstar Lady Gaga. Mas, ao contrário do que se pensava, o dueto não estará no seu álbum de estreia, e sim no “ARTPOP”, próximo CD da Gaga na época.
Em Setembro de 2012, Banks continuou a divulgação do EP 1991 e lançou um clipe da música “1991”, faixa-título do EP. No mesmo mês Banks lançou um clipe para "Luxury" música presente na mixtape “Fantasea”, lançada em julho.
Em Outubro de 2012, a rapper lança mixtape “Mermaid Ball” com 19 faixas, para acalmar seus fãs que estavam impacientes com a espera do primeiro álbum da rapper que havia sido adiado para fevereiro de 2013. Nesse mesmo mês em entrevista à MTV Brasil, Azealia Banks anuncia duas canções em parceria com Lady Gaga que deveriam entrar no álbum ARTPOP.
Em Novembro de 2012, lança um videoclipe para faixa “Fierce” está na mixtape “Fantasea”. No mesmo mês lançou um vídeo clipe para “Atlantis”, faixa também presente na mixtape "Fantasea".
Em Dezembro de 2012, a revista TIME elegeu o EP 1991 de Banks como uns do melhores álbuns do ano.
Nas últimas horas de 2012, Azealia liberou gratuitamente a música "BBD" do seu primeiro álbum, Broke With Expensive Taste. Apos a liberação da faixa, Banks afirmou que não era o primeiro single do seu primeiro álbum, e que o primeiro single do álbum seria "Miss Amor" que contaria com um lado B com a faixa "Miss Camaraderie". Quatro dias depois, Banks liberou outra faixa na internet, dessa vez "No Problems". Dez dias depois, Azealia liberou uma nova versão da faixa "Fierce".
Em Janeiro de 2013, A revista masculina Men’s Health divulgou sua lista com as “100 mulheres mais gostosas de 2013”, Azealia Banks apareceu 91° lugar. No mesmo mês, Azealia concorreu ao premio NME Awards 2013 de Vilã da Ano, por conta das polemicas que se envolveu, mas não ganhou o premio.
No fim de Janeiro, Azealia voltou a falar sobre seu primeiro álbum solo, o álbum seria lançado dia 12 de Fevereiro, mas houve mudanças de planos que não foram explicadas, e ficou marcado para a data, apenas um single "“Yung Rapunxel”. Houve mais uma mudança de planos. O esperado era que o primeiro single fosse “Miss Amor / Miss Camaraderie”, como a própria Banks já havia adiantado.
Em Fevereiro, Banks voltou a falar sobre sua participação no álbum ARTPOP de Lady Gaga, e até cantou um rap que gravou para “Red Flame”, música da Lady Gaga que estaria no álbum da mesma, numa vídeo conferencia com os fãs. No mesmo mês, Azealia entrou na onda do viral do momento "Harlem Shake" e lançou uma versão da música.

### 2013–2016:Broke with Expensive TasteeSlay-Z

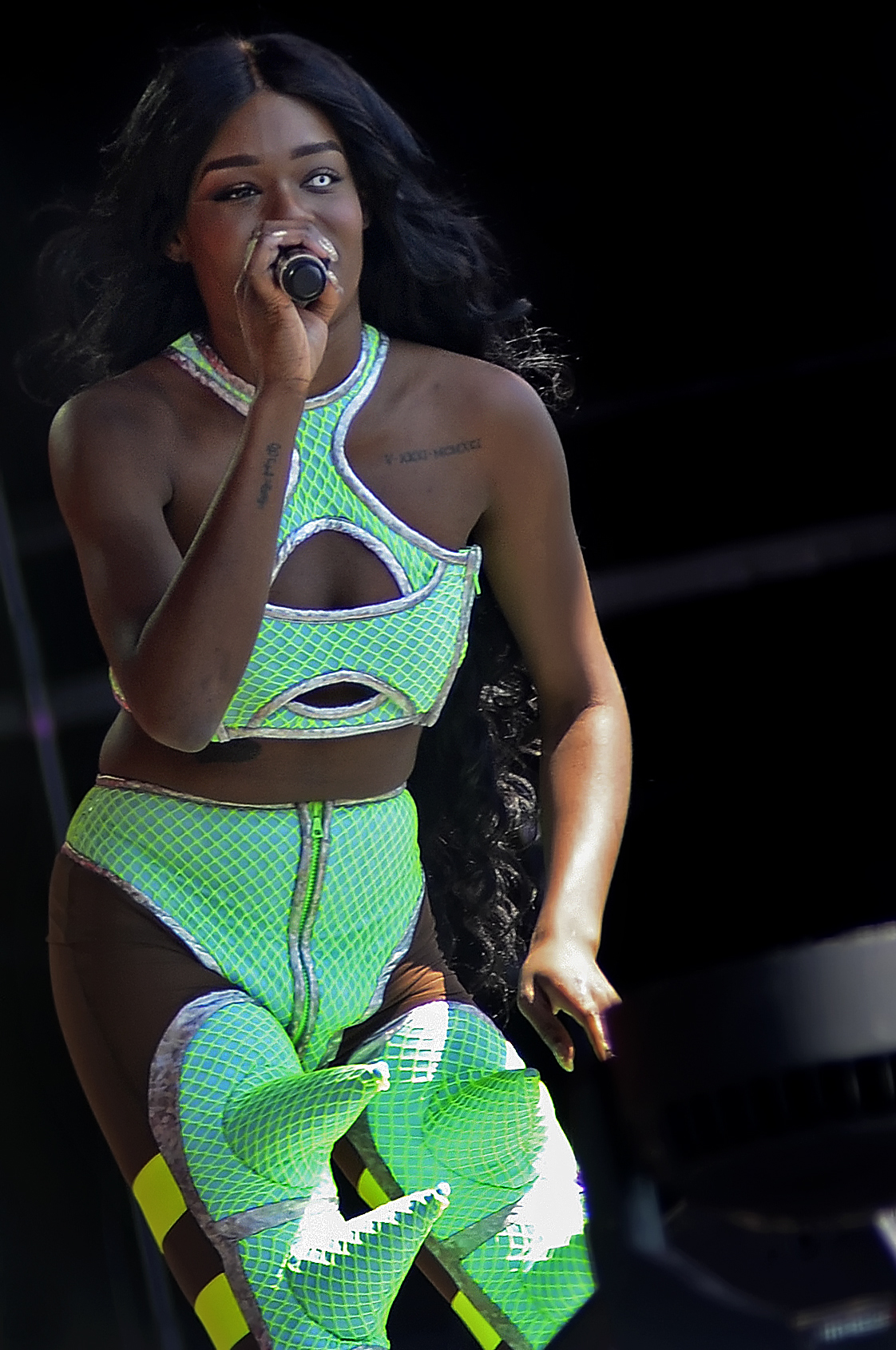
Azealia Banks se apresentando no Festival de Glastonbury em 2013.

Em 28 Fevereiro de 2013, quando o anunciado single "Yung Rapunxel" já deveria ter sido lançando, Azealia foi ao twitter deixar claro que o adiamento foi uma decisão da gravadora. mas que ela mesma não vê a hora de divulgar a música – que dará início aos trabalhos do seu álbum de estreia. “A gravadora finalmente me deixará sair da jaula”, escreveu. Horas depois ela voltou ao Twitter e prometeu o lançamento da música para o dia 26 de março no iTunes.
No dia primeiro de Março de 2013, Azealia liberou um cover da músicas "Barely Legal” da banda The Strokes na internet.
Duas semanas antes do programado originalmente, o novo single de Azealia Banks, a música “Yung Rapunxel”, chegou à internet, liberada pela própria. No dia 15 de Março de 2013 Azealia afirmou que o “Broke With Expensive Taste” terá 13 faixas em sua versão normal e terá uma versão deluxe com 17 faixas. Para os fãs das músicas já lançadas por ela na internet, Azealia confirmou que “Miss Amor”, “Miss Camaraderie”, “BBD” e “212” estarão presentes no álbum, que, segundo ela, ainda terá uma parceria com Pharrell Williams, nos vocais ou na produção. No dia 28 de Março de 2015, a gravadora anuncia estreia do clipe de “Yung Rapunxel”, da Azealia Banks, para 16 de abril de 2013. No dia 31 de Março de 2013, Banks surpreendeu os fãs com a divulgação de um vídeo para a música “No Problems”.
No dia 16 de Abril de 2013, Azealia Banks finalmente lançou o videoclipe da música “Yung Rapunxel”, que serve como o primeiro single oficial de seu álbum de estreia, o “Broke With Expensive Taste”.
Em Maio de 2013, A revista americana Complex revelou o nome das 100 mulheres mais quentes eleitas pelos seus jornalistas, Banks apareceu em 93° colocação. No mesmo mês foi indicada ao BET Awards 2013, nas categoria: "Melhor Artista Feminina de Hip Hop" e "Melhor Nova Artista" Em 7 de Maio de 2013, Azealia Banks anunciou, pelo Twitter, que seu próximo single se chamará “ATM JAM” e terá participação do rapper Pharrell Williams. A música entraria no álbum “Broke With Expensive Taste”.
No dia 2 de Julho de 2013, Ainda sem lançar seu álbum de estreia, o “Broke With Expensive Taste”, Azealia Banks divulgou seu novo single, a música “ATM Jam”, que conta com a parceria de Pharrell Williams. Dez dias depois foi divulgada uma versão estendida da faixa. No mesmo mês Banks lançou mais uma música gratuitamente na internet, a música se chama "Venus". No dia 18 de Julho de 2013, Azealia Banks usou o twitter para confirma lançamento de seu primeiro álbum ainda para este mesmo ano.
No dia 21 de Agosto de 2013, Lady Gaga confirma que Azealia Banks não participará do álbum “ARTPOP”.
No dia 10 de Setembro de 2013, O álbum de estreia da Azealia Banks, “Broke with Expensive Taste”, foi adiado para 2014, mas a rapper divulgou sua tracklist. Segundo o site Rap-Up, a rapper estaria trabalhando na continuação da mixtape “Fantasea”, para um lançamento de maneira independente. No dia 11 de Setembro, Azealia Banks divulga fotos do clipe de “ATM Jam”. No dia 16, Banks anuncia título do seu próximo single "SODA". No mesmo dia, a rapper liberou “Count Contessa” e se trata da primeira prévia da mixtape “Fantasea II: The Second Wave”, que ela pretenderia lançar em 11 de julho de 2014.
No dia 1° de Outubro de 2013, Banks lançou uma parceria com Harlemite Akhet, em uma faixa chamada “Blown Away”. No dia 10 de Outubro de 2013, Azealia Banks divulgou sua versão remix para “Work Bitch”, novo single de Britney Spears. Que fez por diversão. No dia 20 de Outubro de 2013, O clipe da música “ATM Jam” com Pharrell Williams foi divulgado.

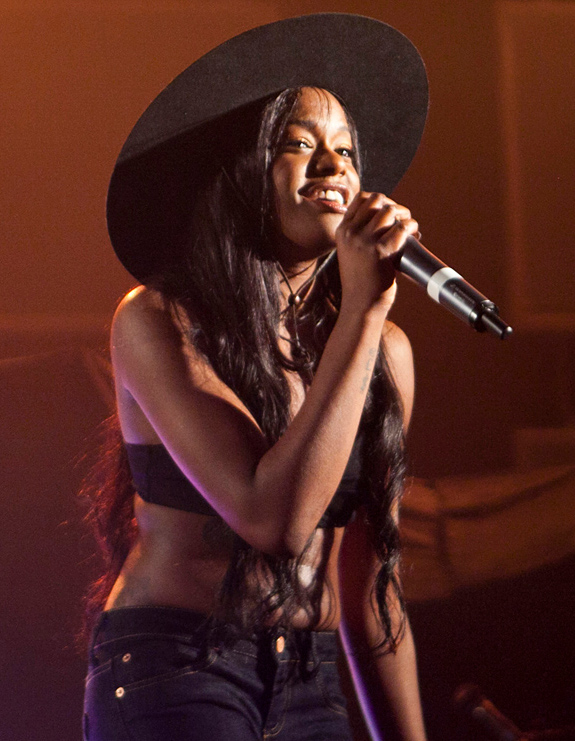
Azealia Banks ao vivo no NME Awards em 2012

No dia 3 de Janeiro de 2014, o lançamento do primeiro álbum da Azealia Banks voltou a ser adiado pela Interscope Records: agora a previsão é para março. Segundo ela, o motivo foi uma mudança na escolha do single que puxará a chegada do material às lojas. O previsto era que Azealia trabalharia a música “SODA” e em seguida lançasse o álbum, que originalmente chegaria às lojas em setembro de 2012. Mas a gravadora refez sua estratégia e optou por lançar a música “Chasing Time” como single.
No dia 9 de Janeiro de 2014, Busta Rhymes lançou sua versão remix para a música “Partition” de Beyoncé. A nova versão da faixa conta com a participação de Azealia Banks.
Em Março de 2014, foi indicada ao premio da rádio britânica Capital "Capital Twitter Awards 2014" na categoria: "Biggest Twits On Twitter"
No dia 21 de Março de 2014, Azealia Banks ameaçou vai vazar o próprio álbum de estreia, a contragosto da gravadora devido aos contantes adiamentos. Ela disse que iria  começar a vazar o álbum a partir do dia 15 de Abril.
No dia 10 de Julho de 2014, Azealia Banks anuncia quebra de contrato com gravadora e volta a ser independente. No dia 28 de Julho, lança “Heavy Metal and Reflective” tem o selo da sua própria gravadora, a Azealia Banks Records. No dia 5 de Agosto de 2014, lançou o clipe da música “Heavy Metal and Reflective”, No vídeo, há uma metáfora clara com relação à sua situação com a gravadora: ela é amarrada, sequestrada e levada para o deserto. Uma borboleta representa a liberdade… de voar.
No dia 11 de Agosto de 2014, a rapper afirmou que ainda pretende lançar seu álbum de estreia “Broke With Expensive Taste”.
No dia 23 de Setembro de 2014, sem gravadora, a rapper Azealia Banks dá continuidade à sua carreira de maneira independente e lança a música “Chasing Time”, que estaria em seu álbum de estreia.

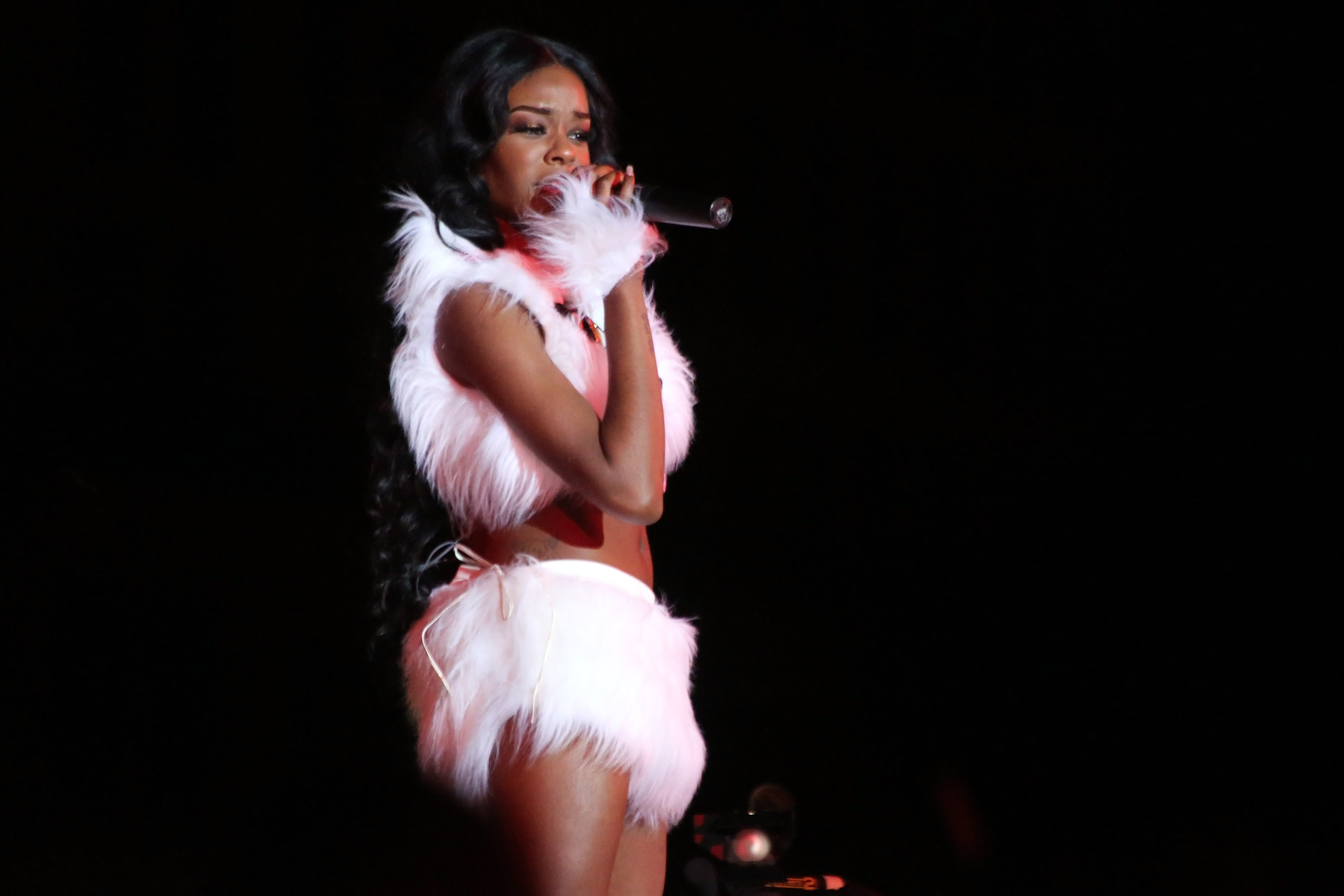
Azealia Banks performando no Life Ball 2013.

No dia 6 de Novembro de 2014, a rapper Azealia Banks finalmente conseguiu lançar o álbum “Broke with Expensive Taste”. Ele foi colocado à venda na Internet, com um total de 16 faixas, o álbum alcançou o 3º lugar na lista dos mais vendidos no iTunes dos EUA. Pelo Twitter, a artista disse que é chato ficar falando isso, mas todo mundo tem que saber: ela gravou o disco sozinha, sem ajuda da Polydor ou da Interscope. “Sou a produtora executiva, tudo… Meu sangue, meu suor e lágrimas, literalmente, entraram na produção desse álbum”. No dia 13 de Novembro, Azealia Banks lança o clipe de “Chasing Time”.
Em Janeiro de 2015, A revista Forbes liberou a famosa lista “30 Under 30” com os 30 artistas mais influentes da música com menos de 30 anos, Azealia Banks apareceu na lista.
No dia 3 de Março de 2015, Azealia anunciou via instagram que começou a gravar a mixtape “Fantasea: The Second Wave”.
No dia 11 de Março de 2015, Azealia Banks lançou um clipe interativo para música "Wallace", presente no seu álbum de estreia, em parceria com o Google Cloud e o Google Chrome. Os fãs podem decidir os movimentos da artista no vídeo e também se verem no fundo, permitindo o acesso às suas webcams. A direção é de Nick Ace e Rob Soucy.
No dia 31 de Março de 2015, Azealia Banks lança videoclipe para “Ice Princess” dirigido pelo time We Were Monkeys, a música faz parte do álbum “Broke With Expensive Taste”.
No dia 12 de Abril de 2015, Azealia Banks foi uma das atrações do Festival Coachella, na Califórnia. A imprensa americana considerou esse seu grande retorno, porque foi a primeira vez em meses que a artista se destacou por sua música e não por qualquer polêmica.
Em abril de 2015, Banks foi capa da edição americana da revista Playboy, protagonizando um ensaio nu nas páginas da revista.
No dia 18 de Maio de 2015, Banks foi indicada novamente ao premio BET Awards na categoria "Melhor Artista Feminina de Hip Hop"
No dia 27 de Maio de 2015, foi confirmado a estreia de Azealia como atriz no cinema, filme Coco que será lançado 11 de Março de 2016, dirigido por RZA, o papel dela será uma aspirante a rapper do Brooklyn, que quer focar na carreira no hip-hop, mas tem que lidar com seus pais exigindo que termine a faculdade. Mas, de alguma forma, as aulas na universidade vão ensiná-la o poder das palavras, o que vai ajudá-la como rapper. A personagem tem muito a ver com a própria Azealia Banks. Ela também abandonou os estudos na LaGuardia High School of Performing Arts para focar na carreira musical.
No dia 27 de Outubro de 2015, Azealia Banks participou de um remix de “The Kids Aren’t Alright”, do Fall Out Boy.
Sem nenhum álbum, EP ou mixtape lançada em 2015, Azealia Banks começou 2016 prometendo lançar novas músicas em Fevereiro.
No dia 19 de fevereiro de 2016, Azealia Banks libera “The Big Big Beat”, música inédita de sua mixtape “Slay-Z”, a música foi disponibilizada na conta do Soundcloud da rapper e tem produção de An Expresso.A música serviria como o single principal para a segunda mixtape de Banks,Slay-Z , que foi lançada em 24 de março de 2016.
No final de 2016, Azealia Banks anunciou sua loja online chamada de "CheapyXO". A loja vende itens de vestuário, produtos para a pele e itens de celebridade.[carece de fontes?]

## Características artística
Banks disse que admira as artistas americanas Beyoncé e Aaliyah, afirmando que a primeira "é a rainha de tudo. Ela é a intérprete e artista mais extraordinária.E esta é apenas minha humilde opinião, mas acho que ela é a melhor do que qualquer outra pessoa fazendo música agora."Banks é influenciada bem como se inspirou e se baseou diretamente na cultura gay negra, presente no filme Paris is Burning,para compor suas músicas.

## Vida pessoal

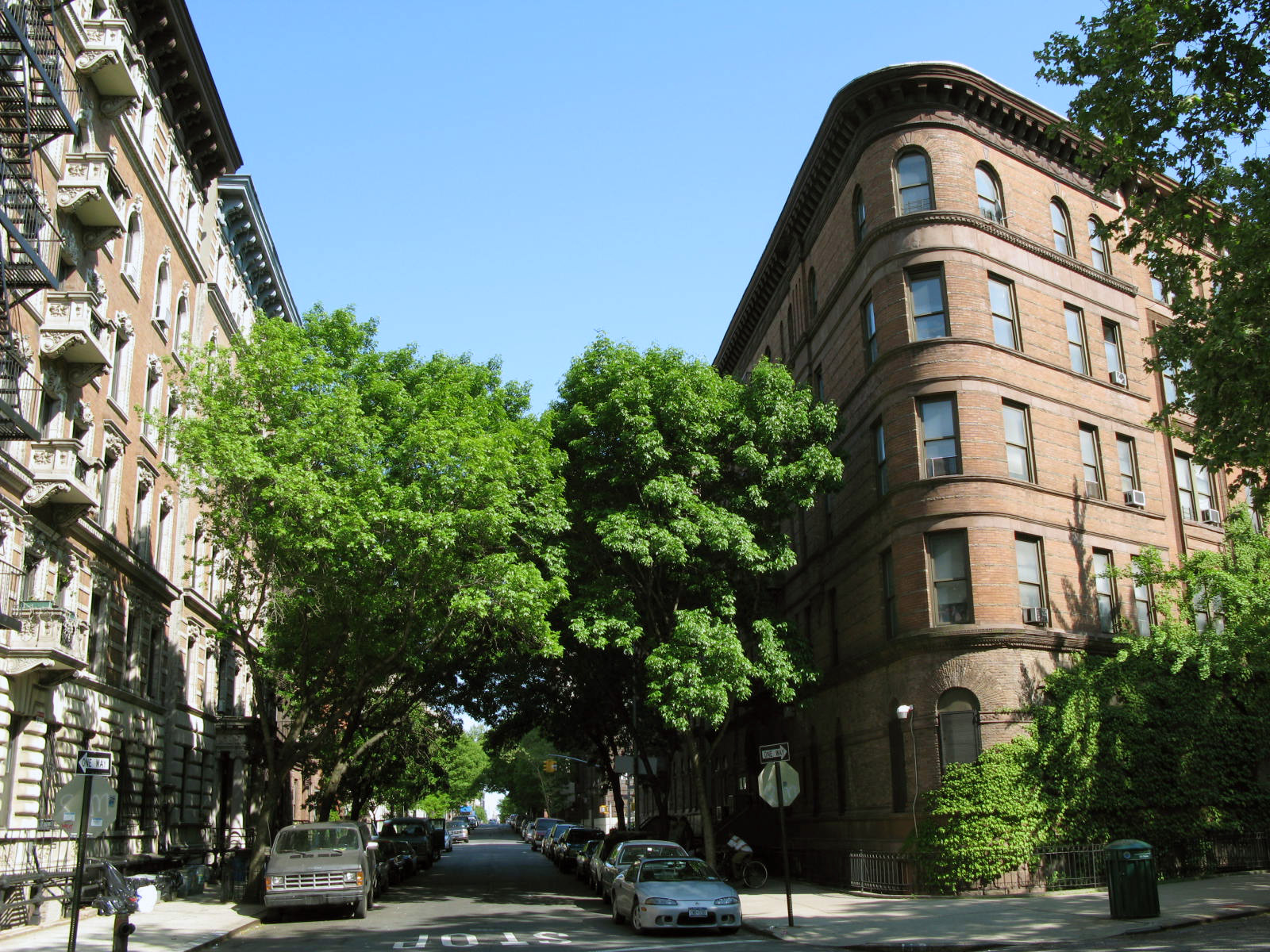
Harlem, New York City

Azealia Banks é abertamente bissexual. Durante os poucos casos em que ela falou sobre sua sexualidade, Banks manifestou a sua insatisfação com a rotulagem da sociedade dos outros com base na orientação sexual. Em entrevista ao The New York Times, Banks declarou: "Eu não estou tentando ser, assim, o bissexual, rapper lésbica. Eu não vivo em termos de outras pessoas."

## Controvérsias
Banks desenvolveu uma reputação de disputas com figuras públicas nas mídias sociais, particularmente no Twitter. A revista Complex  chegou a notar que "ela recebe mais atenção por suas brigas públicas do que por ela". Banks já teve desavenças com várias personalidades famosas, selos, até mesmo países.
Em 5 de janeiro de 2013, Banks se envolveu em uma briga no Twitter com o blogueiro norte-americano Perez Hilton, devido a um tweet seu, onde escrevia: "Que bicha bagunçada você é." O tweet - entre outros tweets destinados à Hilton em um tom semelhante - foi recebido com reação imediata após Banks escrever: "Bicha não é um homossexual. Bicha é qualquer homem que age como uma mulher. Há uma grande diferença." Banks se desculpou em seguida com os que foram ofendidos, excluindo Hilton. Os comentários de Banks provocaram um comunicado da Aliança Gay & Lésbica Contra a Difamação (GLAAD) que dizia: "Independentemente de sua intenção ou sua definição pessoal, o que importa é o sentido dado a essa palavra por aqueles que a ouvem, e os danos que ela causa quando é dita." Banks condenou a declaração de GLAAD e disse que a organização estava "fodendo por completa besteira." Ela comparou a reação do público ao uso da palavra "nigger" em música hip-hop contra o uso de "bicha" e disse: "Por que todas essas outras coisas como assassinato e sexo e violência e todas essas outras coisas aceitas, mas logo como eu chamar um gay homem branco um viado, seus sentimentos são mais importantes." Banks observou sua própria bissexualidade, dizendo: "Eu sabia o que eu quis dizer quando eu usei essa palavra". A discussão da Azealia Banks com o blogueiro Perez Hilton via Twitter serviu para aumentar as vendas do EP “1991”. Segundo dados da Billboard, a procura pelo material cresceu 18% naquela semana, a repetição do nome da rapper nos sites de fofoca gerou interesse no público, que também fez crescer em 3% as vendas do single “212”
Em Fevereiro de 2013, A rapper Azealia Banks usou o Twitter assumir sua bissexualidade e casou polemica com a frase: “Eu acho que sou a primeira lésbica homofóbica.” No mesmo mês, Azealia voltou a causar na internet, dessa vez, ela atacou o produtor Diplo pelo Twitter, chamando-o de cobra. Segundo ela, Diplo lhe mandou um e-mail dizendo que não deixaria a versão dela para o viral “Harlem Shake” estourar, porque não havia participação do Juicy J, como ele desejava. Ainda em Fevereiro, A rapper Azealia Banks continuou polemizando com a comunidade gay nos EUA. A artista voltou a defender seu direito de se referir aos homossexuais como “faggot” (uma maneira pejorativa, equivalente à “bicha” em português) e atacou a famosa organização GLAAD, que luta pelos direitos e pela visibilidade da comunidade LGBT. Em entrevista ao site australiano The Music, Banks disparou: “Há problemas muito maiores… e aí você tem essas organizações como GLAAD, que são uma completa besteira. É uma aliança de gays e lésbicas contra a difamação, não é isso? Eu acho que você vai concordar que os homossexuais têm problemas maiores do que a palavra ‘faggot’, não acha?”. Em resposta, o ativista Ryan James Yezak gravou um vídeo pedindo para que ela pare de usar o termo – que aparece sempre no Twitter da rapper, quando ela está discutindo com alguém (de preferência, com o blogueiro Perez Hilton). “Como fã da sua música, fiquei decepcionado ao vê-la usar linguagem tão ofensiva” disse Yezak. Para provar que não é homofóbica, como vem sido comentado, Azealia Banks reafirmou sua bissexualidade. “Faço sexo com homens e mulheres. Tenho que tirar uma foto minha lambendo uma vagina? Que bosta! Isso não faz sentido. É tão estúpido. Assim é a mídia, você entende o que quero dizer? É a bosta da mídia” Disse Azealia.
Em março de 2013, Azealia foi obrigada a demitir seu empresário de turnê após ele furtar US$ 1.200 pertencentes à ela. Banks o xingou muito no twitter. No mesmo mês, a rapper atacou a cantora Rita Ora, com quem estava em turnê na Austrália, através do Twitter. Em uma série de tweets, Azealia ofendeu Ora: “Rita Ora é tão desesperada. Ela escalou a parede do camarim dos meus dançarinos pra tirar fotos... Ela tem raiva por ser a suplente da Rihanna. Desde que começamos essa turnê, ela está tentando me intimidar”. Particulamente, Rita Ora enviou uma sequência de mensagens para o celular de Azealia, que publicou um trecho como imagem no seu Instagram: “… No fim do dia, eu não sei quem você pensa quem é. Segundo, você não me conhece. Eu não tenho feito nada, mas tento ser legal com você. Em terceiro lugar, seus dançarinos que puxaram papo comigo, além disso eu vou ver a sua bunda na m*rda do show.”
Em maio de 2013, Azealia Banks usou o Tumblr para falar sobre desentendimento com sua gravadora, a Interscope: “Sinto falta dos dias em que não era contratada, quando todo o poder era meu” o que a incomoda é a burocracia pra lançar seus singles. Sem previsão para que seu álbum de estreia chegue às lojas, Azealia Banks desejava que mais duas músicas já tivessem sido lançadas. “Estou cansada de ter meus planos mudados. ‘Miss Amor’ e ‘Miss Camaraderie’ já deviam ter sido divulgadas”. os primeiros indícios dos problemas com a Interscope apareceram quando ela liberou o single “Yung Rapunxel” antes da data definida pela gravadora. A decisão foi tomada pela rapper após vários adiamentos internos, que são sua principal reclamação.
Em 12 de julho de 2013, Banks e um amigo conversavam via twitter sobre quem faz cirurgias plásticas “para competir” e citaram Lily Allen. Allen não gostou e debochou das vendas de Azealia Banks e a chamou de "Cantora de Um Hit Só". Como de costume, Azealia não poupou xingamentos e insultou até os filhos e o marido da cantora inglesa e ainda disse que Allen era viciada em cocaína. Em 20 de novembro de 2013, Lily Allen revelou que se inspirou em briga com Azealia Banks para compor “Hard Out Here”.
Em 28 de agosto de 2013, logo depois de confirmar que teria descartado duas músicas com a rapper e que Azealia Banks não estaria em seu álbum "ARTPOP", Gaga twittou que havia encomendado figurinos com conchas, cavalos-marinho e estrelas-do-mar para um show no iTunes Festival. Logo, Azealia ironizou no Twitter, insinuando que Gaga estaria copiando o visual usado por ela na mixtape "Fantasea" No dia 2 de Setembro, logo apos a realização do show de Gaga no iTunes Festival, Banks voltou a acusar Lady Gaga no twitter: “Em uma escala de 1 a 10, o quanto Lady Gaga está sem ideias?” Dias depois, Lady Gaga quebrou o silêncio e, questionada por fãs, comentou as críticas e acusações feitas pela rapper. Em um vídeo gravado por um little monster e divulgado no Instagram, Gaga diz que Banks “agiu mal” ao fazer tais comentários.
No dia 12 de novembro de 2013, Azealia Banks culpou Pharrell por fracasso do single “ATM Jam”, a rapper afirmou que Pharrell não queria ser associado à sua imagem após ter voltado às rádios com hits do Daft Punk e Robin Thicke. “Mas o que há de novo nisso? Azealia tendo que brigar pelo que ela quer! Isso é normal para mim”, desabafou dando a entender que não teve apoio do produtor no lançamento da faixa.
No dia 12 de dezembro de 2013, Azealia Banks usou o twitter para dar sua opinião sobre o atual cenário da cultura pop “Cultura pop e cultura gay estão um pouco homogeneizadas demais agora” Em seguida, ela escreveu que a cultura pop arruína tudo.
No dia 17 de junho de 2014, Azealia ouviu o dueto do T.I. com Iggy Azalea, “No Mediocre”, e correu para o twitter para atacá-lo. Ela disse que "é engraçado que ele diga na música que não quer uma mulher medíocre, porque é casado exatamente com uma. “O rap não é real. Esses caras vivem de fachada”, twittou, seguida de várias ofensas à esposa dele. “Eu te vi no backstage no show do Kanye e você não tinha nada a dizer. Fiquei perto de propósito, para ver se você diria algo. Sou maior que você nos meus saltos. Venha me ver, cara, e venha sozinho”. Ao ler tanta afronta, T.I. não deixou por menos. Deu um print no vídeo de “Atlantis”, da Azealia, e postou a imagem no Instagram. Xingou a rapper de tudo quanto é nome publicamente e avisou: “se você falar mal da minha família novamente, vou acabar com você!!! As pessoas caem de escadas diariamente”. Azealia se sentiu ameaçada e escreveu no twitter: “Adivinha quem vai ser processado por me ameaçarnowiki/>r! Os manos amam uma cadeia”. T.I. deletou o post no Instagram em que fazia a ameaça à Azealia.
No dia 11 de novembro de 2014, Azealia Banks saiu em defesa de Lana Del Rey após agressão (verbal) de Eminem em uma música, no rap do Eminem, ele diz que vai socar a Lana assim como Ray Rice, bem à vista da câmera de segurança do elevador. A declaração é uma referência ao jogador de futebol americano que foi flagrado pela câmera de um elevador agredindo a esposa. Banks defendeu a cantora Lana Del Rey pelo twitter, mostrando seu apoio, com uma mensagem pública direcionada à vítima dos versos: “O Eminem sabe que eu vou pessoalmente socar a boca dele?”, twittou. “Manda ele voltar para o trailer no parque, comer comida de micro-ondas e chupar os seios das irmãs”
Em dezembro de 2014, em uma entrevista, Azealia Banks acusou Iggy Azalea de se apropriar da cultura negra hip-hop americana sendo uma mulher branca e australiana. A declaração causou um grande debate na internet com direito a discussões entre Azalea e Banks via twitter e desencadeou uma série de intervenções de outros artistas, como Will.i.am e Lupe Fiasco, que declararam apoio a australiana. O grupo de hackers do Anonymous saiu em defesa de Banks, dizendo que Azalea era sim culpada por apropriação cultural. O grupo ameaçou divulgar fotos de um sex tape e outras coisas que Iggy mantém em segredo a menos que ela pedisse desculpas à Azealia no prazo de 48 horas.
No dia 3 de março de 2015, Azealia decidiu se afastar do twitter, mas por tempo determinado. Ela ficará sem postar até o dia 2 de abril. Desde que entrou no twitter, Azealia postou mais de 14 mil tweets e protagonizou brigas midiáticas com vários artistas. Ela discutiu e trocou indiretas com Iggy Azalea, Kendrick Lamar, Lupe Fiasco, Perez Hilton, Lady Gaga, Lily Allen, entre outros. No dia 16 de março de 2015, Azealia Banks critica postura de Pharrell Williams em relação ao racismo americano em sua entrevista para a revista Playboy. “Na sociedade americana, o negócio é ser um negro não ameaçador”, analisou. “É por isso que você tem Pharrell Williams e Kendrick Lamar dizendo ‘como podemos esperar que as pessoas nos respeitem se nós não nos respeitamos?’. Ele está fazendo o papel bosta do negro não ameaçador, e é por isso que as mamães brancas dizem que o amam”. Segundo Azealia, até mesmo Kanye West joga um pouco desse jogo – de pedir aceitação para “o mundo branco”. Ela prefere Jay Z. “Ele nunca jogou nenhum desses jogos, e é por isso que eu gosto dele”, disse. “Ele é a única pessoa que eu acompanho. A questão racial sempre aparece, mas eu quero chegar lá sendo muito negra, orgulhosa e barulhenta quanto a isso. Entende o que eu digo? Muitas vezes, você é uma mulher negra e orgulhosa disso, e é por isso que as pessoas não gostam de você”. Azealia atrela a racismo o fato de muitas pessoas não gostarem dela. “É sempre sobre raça. A Lorde pode abrir a boca e falar um monte de besteiras sobre as outras vadias, e você nunca vai dizer que ela está com raiva. Se eu tenho algo a dizer, sou empurrada para o canto”, afirmou na entrevista.
No dia 3 de abril de 2015, Azealia foi capa da revista Billboard americana mas criticou a publicação, desaprovando o enfoque que os editores deram para sua entrevista, destacando temas como sexo e suas brigas com outros artistas (que são a manchete de capa). “Eu disse tantas coisas interessantes durante a entrevista. Eu seriamente vou começar a levar um gravador para as entrevistas”. A rapper disse que acredita que só com sua própria gravação as pessoas poderiam ouvir tudo que ela diz, em vez de ter uma leitura parcial dos fatos. “Essa revista, [[[Billboard]]] só quer que eu seja alguma coisa sexual… Quando é tudo muito mais profundo… Sexo é tipo a coisa MENOS importante sobre o que falei”.
No dia 11 de maio de 2015, com fama de barraqueira, Azealia surpreendeu e foi notícia ao separar brigas de fãs em show. Durante a apresentação em Nova Iorque, a rapper parou o show para separar uma confusão. “Melhor vocês se resolverem ou vão ser expulsos. Não quero saber quem começou, mas é bom pararem de se encostar. Vou contar até 10 e continuar o show”. No dia 18 de maio de 2015, Azealia Banks foi indicada ao BET Awards na categoria "Melhor Artista Feminina de Hip Hop", mas criticou publicamente a premiação através do twitter: “O prêmio de rapper feminina no BET Awards vai para Nicki Minaj todo ano. Nem é mais um prêmio real (risos). É meio que uma piada. Eles deviam apenas indicar a Nicki cinco vezes, com cinco perucas diferentes, e apenas escolher a melhor imagem”. Nicki Minaj ganhou o prêmio pela 6° vez consecutiva naquele ano.
No 21 de setembro de 2015, Azealia protagonizou uma cena tensa em um voo de Nova Iorque a Los Angeles. Ela fez um enorme barraco com passageiros, comissários e piloto – e uma das testemunhas gravou parte da confusão e passou para o site TMZ. Tudo começou quando o avião pousou. Azealia estava sentada na poltrona 6A e tentou fazer um caminho mais curto para a saída, mas um casal de franceses estava bloqueando a passagem com sua bagagem. Foi quando aconteceu o primeiro desentendimento. Uma testemunha contou ao TMZ que Azealia tentou passar por ali mesmo assim, apertando o casal. O homem se irritou e levantou a mão para ela. Azealia, então, cuspiu e deu um soco na cara dele em resposta. Os comissários de bordo tentaram acalmá-la e pegaram a mala dela. Isso deixou Azealia ainda mais irritada, e ela chamou um dos comissários de “bichona”. O co-piloto chegou a chamar a polícia, mas eles preferiram não registrar queixa, porque não queriam perder o dia com isso. Azealia comentou o ocorrido em seu twitter dizendo que não tolera que homens coloquem a mão nela. O vídeo de Azealia chamando os comissários de "Bichona" não foi bem recebido pela comunidade LGBT. A artista respondeu aos comentários no twitter: “Eu sou bissexual. Meu irmão é trans. Meus empregados são todos homens gays. Nada mais a dizer sobre isso”. Logo depois, Azealia usou o twitter para se desculpar com os fãs que ficaram ofendidos com o uso da palavra "Bichona": “Peço desculpas aos meus fãs. Não há nada mais que eu possa fazer”, escreveu. “Ninguém liga que eu fui atacada, e tive meus bens detidos contra minha vontade. Por favor, nunca mais mencionem meu nome e LGBT de novo”.
Em 10 de novembro de 2015, Azealia cancelou a turnê que faria pela América do Norte alegando cansaço, porém mais tarde o verdeiro motivo veio a tona pelo site TMZ. O site vazou um vídeo que mostra Banks sendo expulsa de uma boate por mal comportamento e agredindo o segurança. Esse episódio teria sido a verdadeira causa para o cancelamento da turnê, porque mais uma vez a imagem de Banks foi arranhada na mídia. Foi noticiado que a rapper estaria sendo investigada por essa agressão. No dia 16 de dezembro de 2015, ela se envolveu em mais uma confusão que aconteceu em uma festa privada organizada em uma boate de Nova Iorque. De acordo com informações da coluna Page Six, do The New York Post, Azealia atacou uma segurança com socos, cuspe e mordidas nos seios. Fontes ouvidas pela coluna disseram que os policiais algemaram a rapper por agressão após uma discussão que começou ainda na entrada do estabelecimento. “Havia uma policial e um policial no local. Nenhum dos dois reconheceu Banks, que começou a gritar loucamente. O dono da boate viu a cena e a deixou entrar, mas quando ela estava a alguns passos dos guardas ela começou a explicar quem ela era e dizia que estava no novo álbum da Rihanna... Quando a segurança se aproximou novamente, Azealia supostamente cuspiu no rosto da policial, mordeu um dos seios e quase rasgou a blusa. Aí levaram ela para fora”, continua o depoimento. A rapper ainda teria dado um soco na segurança já fora da boate e foi presa em seguida. A declaração que estaria no aguardado novo CD da Rihanna "Anti" repercutiu muito na mídia, e devido a esse episódio de agressão, a faixa que a rapper estava foi descartada do álbum para Rihanna não ter sua imagem associada com a problemática imagem de Banks. Banks comentou o engavetamento da sua participação no twitter: “Essas meninas me procuram, pedem minha ajuda, e depois se intimidam quando descobrem o quanto é fácil, para mim, recriar seu som”. O tweet fez uma clara referência ao episódio com Lady Gaga, onde a participação de Banks também foi descartada do álbum ARTPOP devido às polêmicas que a rapper se envolvia na época. No dia 1 de fevereiro de 2016, a rapper compareceu ao tribunal para responder sobre as acusações de agressão feitas no dia 16 de dezembro de 2015, mas audiência foi adiada para o dia 29 de março de 2016.
Em 2023, a rapper gerou polêmica ao criticar Neymar e Anitta, se referindo a ela de "aspirante de terceiro mundo" e chamando brasileiros de "ratos sujos". Em 2017, a rapper reagiu a comentários racistas, vindo de brasileiros, nas redes sociais, o que também gerou polêmica e ódio contra ela.

## Discografia

### Álbuns

#### Álbuns de estúdio
| Título                     | Detalhes do álbum                                                                                                   | Melhores posições | Melhores posições | Melhores posições | Melhores posições | Melhores posições | Melhores posições | Vendas       |
| Título                     | Detalhes do álbum                                                                                                   | US                | US R&B            | US Rap            | AUS Urban         | IRE               | UK                | Vendas       |
| -------------------------- | --- | ----------------- | ----------------- | ----------------- | ----------------- | ----------------- | ----------------- | ------------ |
| Broke with Expensive Taste | - Lançamento: 06 de novembro de 2014 - Gravadora: Prospect Park, Azealia Banks - Formatos: CD, LP, Download digital | 30                | 3                 | 2                 | 2                 | 79                | 62                | - US: 21,000 |

### Extended plays
| Título | Detalhes do álbum                                                                                    | Melhores posições | Melhores posições | Melhores posições | Melhores posições | Melhores posições | Melhores posições | Vendas       | Certificações |
| Título | Detalhes do álbum                                                                                    | US                | US R&B            | US Rap            | AUS Urban         | IRE               | UK                | Vendas       | Certificações |
| ------ | --- | ----------------- | ----------------- | ----------------- | ----------------- | ----------------- | ----------------- | ------------ | ------------- |
| 1991   | - Lançado: 28 de maio de 2012 - Gravadora: Interscope / Polydor - Formatos: CD, LP, digital download | 133               | 17                | 12                | 18                | 81                | 79                | - US: 24,000 | - AUS: Gold   |

#### Mixtapes
| Título   | Detalhes do álbum |
| -------- | --- |
| Fantasea | - Lançado: 11 de julho de 2012 - Gravadora: Independente - Formato: Download digital, CD |
| Slay - Z | - Lançado: 24 de Março de 2016 - Gravadora: Independente - Formato: Download digital - Relançado: 12 de Julho de 2017 - Gravadora: Chaos & Glory Recordings (Gravadora da Banks) - Formato: Download digital |

### Singles

#### Como artista principal
| Título                                                                           | Ano  | Melhor posição nas tabelas musicais | Melhor posição nas tabelas musicais | Melhor posição nas tabelas musicais | Melhor posição nas tabelas musicais | Melhor posição nas tabelas musicais | Melhor posição nas tabelas musicais | Melhor posição nas tabelas musicais | Álbum                      |
| Título                                                                           | Ano  | AUS                                 | BEL (Vl)                            | BEL (Wa)                            | IRE                                 | NL                                  | SCO                                 | UK                                  | Álbum                      |
| -------------------------------------------------------------------------------- | ---- | ----------------------------------- | ----------------------------------- | ----------------------------------- | ----------------------------------- | ----------------------------------- | ----------------------------------- | ----------------------------------- | -------------------------- |
| "212" (com a parceria de Lazy Jay)                                               | 2011 | 68                                  | 17                                  | 34                                  | 7                                   | 17                                  | 12                                  | 12                                  | 1991                       |
| "Liquorice"                                                                      | 2012 | —                                   | —                                   | —                                   | —                                   | —                                   | —                                   | —                                   | 1991                       |
| "Yung Rapunxel"                                                                  | 2013 | —                                   | —                                   | —                                   | —                                   | —                                   | —                                   | —                                   | Broke With Expensive Taste |
| "Heavy Metal And Reflective"                                                     | 2014 | —                                   | —                                   | —                                   | —                                   | —                                   | —                                   | —                                   | Broke With Expensive Taste |
| "Chasing Time"                                                                   | 2014 | —                                   | —                                   | —                                   | —                                   | —                                   | —                                   | —                                   | Broke With Expensive Taste |
| "—" denota um título que não tenha entrado na tabela musical do respectivo país. |      |                                     |                                     |                                     |                                     |                                     |                                     |                                     |                            |

#### Como artista convidada
| Título                                                                           | Ano  | Álbum      |
| -------------------------------------------------------------------------------- | ---- | ---------- |
| "Shady Love" (Scissor Sisters vs. Krystal Pepsy com a parceria de Azealia Banks) | 2012 | Magic Hour |

### Outros aparecimentos
| Título                                                                                      | Ano  | Álbum                   |
| ------------------------------------------------------------------------------------------- | ---- | ----------------------- |
| "Can't Stop Now" (Kicks Like a Mule Remix) (Major Lazer com a parceria de Azealia Banks)    | 2010 | Lazers Never Die        |
| "Blue Jeans" (Smims & Belle Remix) (Lana Del Rey com a parceria de Azealia Banks)           | 2012 | Blue Jeans (US Remixes) |
| "Bad Girls" (Danja N.A.R.S. Remix) (M.I.A. com a parceria de Azealia Banks & Missy Elliott) | 2012 | Bad Girls (Remixes)     |
| "Control It" (Shystie com a parceria de Azealia Banks)                                      | 2012 | Gold Dust: Vol. 2       |

### Videoclipes
| Canção                       | Ano  | Diretor                                           |
| ---------------------------- | ---- | ------------------------------------------------- |
| "L8R"                        | 2010 | BBGUN                                             |
| "212"                        | 2011 | Vincent Tsang                                     |
| "Van Vogue"                  | 2012 | Rankin                                            |
| "Liquorice"                  | 2012 | Rankin                                            |
| "1991"                       | 2012 | Justin Mitchell                                   |
| "Luxury"                     | 2012 | Clarence Fuller                                   |
| "Fierce"                     | 2012 | Luke Monaghan                                     |
| "Atlantis"                   | 2012 | Fafi                                              |
| "Harlem Shake (Remix)"       | 2013 | Rony Alwin                                        |
| "No Problems"                | 2013 | Rony Alwin                                        |
| "Yung Rapunxel"              | 2013 | Jam Sutton                                        |
| "ATM Jam"                    | 2013 | Rony Alwin                                        |
| "Heavy Metal and Reflective" | 2014 | Rob Soucy                                         |
| "Chasing Time"               | 2014 | Marc Klasfeld                                     |
| "Wallace"                    | 2015 | Rob Soucy Nick Ace                                |
| "Blown Away"                 | 2015 | Rob Soucy Nick Ace                                |
| "Ice Princess"               | 2015 | We Were Monkeys (Mihai Wilson and Marcella Moser) |
| "Count Contessa"             | 2015 | Rony Alwin                                        |
| "The Big Big Beat"           | 2016 | Matt Sukkar                                       |
| "Escapades"                  | 2017 | Unknown                                           |
| "Soda"                       | 2018 | Jahvel Brown                                      |
| "Movin' on Up"               | 2018 | Unknown                                           |
| "Anna Wintour"               | 2018 | Matt Sukkar                                       |

## Prêmios e indicações
| Ano  | Prêmio                    | Categoria                          | Resultado |
| ---- | ------------------------- | ---------------------------------- | --------- |
| 2011 | BBC Sound of 2012         | Som de 2012                        | Indicado  |
| 2012 | NME Awards                | Philip Hall Radar Award            | Venceu    |
| 2012 | Billboard Awards          | Nova ícone estilo                  | Venceu    |
| 2012 | O Music Awards            | Melhor artista nacional na web     | Indicado  |
| 2012 | Urban Music Awards        | Best Single                        | Venceu    |
| 2012 | Urban Music Awards        | Melhor artista internacional       | Indicado  |
| 2012 | Urban Music Awards        | Artista do ano                     | Indicado  |
| 2012 | MOBO Awards               | Melhor artista internacional       | Indicado  |
| 2013 | NME Awards                | Vilão do ano                       | Indicado  |
| 2013 | BET Awards                | Melhor Artista Feminina de Hip Hop | Indicado  |
| 2013 | BET Awards                | Novo melhor artista                | Indicado  |
| 2013 | Billboard Mid-Year Awards | Most Memorable Feu                 | Indicado  |
| 2015 | BET Awards                | Melhor Artista Feminina de Hip Hop | Indicado  |